# 前进站 (平安南道)
前進站（韓語：전진역）是朝鮮民主主義人民共和國平安南道价川市的一個鐵路車站，属于价川煤矿线。

## 邻近车站
价川煤矿线
自作站 - 前進站